# Rhaphidophora schlechteri
Rhaphidophora schlechteri K.Krause – gatunek wieloletnich, wiecznie zielonych pnączy z rodziny obrazkowatych, pochodzących z obszaru od Nowej Gwinei do Wysp Salomona, zasiedlających lasy deszczowe. Komórki tych roślin posiadają 60 chromosomów tworzących 30 par homologicznych.